# Anusioptera aureocincta
Anusioptera aureocincta är en stekelart som beskrevs av Charles Thomas Brues 1910. Anusioptera aureocincta ingår i släktet Anusioptera och familjen sköldlussteklar. Inga underarter finns listade i Catalogue of Life.